# Cucullia extricata
Cucullia extricata là một loài bướm đêm trong họ Noctuidae.